# Joan Borràs i de Palau
Joan Borràs i de Palau (Barcelona, 25 de setembre del 1868 - 29 de gener del 1953) va ser un compositor, pianista, periodista i crític musical català.
Encara que trasplantada a Barcelona, era de família mataronina de tota la vida i net de Gaspar Borràs i Carbonell, que havia estat alcalde de la capital del Maresme. Fou el tercer de set fills del matrimoni entre Manuel Borràs de Bofarull i Francesca de Palau i Català. Els germans Borràs de Palau eren Manuel, Josep, Joan, Maria, Francesca, Teresa i Melcior; dos d'ells, Teresa —cantant— i Melcior —metge, violinista i crític musical—, també es van dedicar a la música. En Josep va ser redactor de temes econòmics al Correo Catalán amb el pseudònim «Arturo Irubarri» i en Manuel treballava a l'Ajuntament de Barcelona en l'Exposició Universal de Barcelona del 1888; posteriorment va ser degà del Col·legi de Notaris de Catalunya de 1920 a 1928.
Joan Borràs de Palau professionalment es va dedicar a l’advocacia, sent la música una afició. També va ser un gran defensor de la regeneració de la música espanyola i estigué compromès amb la recuperació del patrimoni històric. Considerat juntament amb Francesc Alió i Brea un dels iniciadors del lied a la Catalunya dels segles xix i xx, Joan Borràs va rebre diversos reconeixements públics: el 1896 va obtenir un premi extraordinari atorgat pel Centre Artístic Filharmònic en un concurs internacional on es van presentar una col·lecció de les seves melodies, i ell en va ser l'únic autor espanyol guardonat. L'any 1906 va ser nomenat membre corresponent de la Reial Acadèmia de Belles Arts de San Fernando a proposta de T. Bretón i M. Benlliure, el 1918 l'ajuntament de Mataró el va fer Fill Adoptiu de la Ciutat i, finalment, se li va concedir la Creu d'Isabel la Catòlica.

## Influències i personalitat
Es va distingir per ser un defensor de l'òpera nacional i un gran admirador de l'òpera alemanya (tant de l'obra de Weber com de l'estètica wagneriana). Altres autors del moment com Miquel Domènech i Espanyol o Joaquim Pena van difondre l'obra i figura de Wagner, sent aquest últim un dels fundadors de l'Associació Wagneriana. Joan Borràs es va manifestar obertament en contra de l'escola verista italiana, per l'efectisme insofrible, la capriciosa instrumentació i el seu sentimentalisme barat. Segons les seves crítiques, no sabien traduir les situacions dramàtiques, ni crear bé els personatges, i moltes d'aquestes obres que emocionaven al públic espanyol, molts cops anaven en detriment d'òperes espanyoles molt més sòlides. Tampoc era molt partidari de l'escola francesa, ja que per a ell la música no prenia part en l'acció sinó que la glossava perdent així la unitat estructural que es podia veure en les obres de Wagner. No obstant, era objectiu i va valorar positivament algunes de les produccions de Saint-Saëns.
Quant a l'òpera nacional, en un dels seus articles afirmava que era necessari confiar en el futur de l'òpera nacional. Considerava que fins aleshores, a l'entorn del 1914, a causa del poc suport per part del públic espanyol mai havia existit una òpera espanyola com a tal. Era, per tant, més un problema de caràcter social que musical. Admetia el valor fonamental de la sarsuela, de la qual eren deutors tant òperes espanyoles com el género chico, el qual considerava que estava en decadència. Per a resoldre tot aquest problema de l'òpera nacional, la seva solució raïa en l'adopció de la llegenda popular (on es pogués identificar el sentiment nacionalista) com a base per al teatre musical espanyol, tenint com a referència el model de l'òpera alemanya amb obres com El caçador furtiu (Der Freischütz) de Weber. Tot i estar relacionat amb el modernisme català i ser wagnerià, va persistir en l'adopció del model de Weber, el qual ja havia proposat anys enrere Felip Pedrell. El 1914, però, possiblement ja no era un moment en què hagués pogut ser viable la seva proposta degut a d'altres més noves que es començaven a perfilar en la crítica contemporània.

## Formació musical i composició
Als vuit anys va començar la seva formació musical amb el professor de piano Pere Tintorer (antic deixeble de Franz Liszt), va aprendre harmonia amb Francesc Brunet i contrapunt, composició i instrumentació amb Domènec Mas i Serracant (deixeble de Granados, Pedrell i Morera). Borràs va acabar la carrera de Dret, però va exercir d'advocat poc temps; va treballar a la Caixa de Pensions per a la Vellesa i d'Estalvis alhora que es dedicava a la composició i a la crítica musical a la premsa. Encara que els seus inicis van ser bastant tímids, es va convertir ràpidament en un conegut compositor de música de saló. El gènere amb què es va donar a conèixer va ser el de la cançó catalana, amb melodies amb acompanyament per a piano que es van popularitzar ràpidament. Ha sigut l’únic autor espanyol en obtenir un premi extraordinari en el certamen internacional organitzat pel Centre Artístic Filharmònic. Va ser al 1896 quan es va presentar una col·lecció de les seves melodies.
Com a compositor, va ser autor d'obres profanes i religioses, cançons catalanes per a cant i piano o per a orquestra, obres per a corals i per a òperes, a més d'altres poetes. La seva obra va ser nombrosa i variada, amb molts anys de durada. En quasi tota la seva obra relacionarà la poesia catalana amb la música. D'aquesta conjunció en traurà el caràcter popular de les seves obres. Algunes de les seves cançons es basaven en texts d'exponents de la lírica catalana de la Renaixença, com Apel·les Mestres o Mossèn Cinto amb La farigola, de força èxit. Eren obres de gran simplicitat harmònica, melòdica i formal.
Diverses cançons de Borràs van figurar en el repertori d'altres grans figures de la lírica, com ara Mercè Capsir, Francesc Viñas, Victòria dels Àngels, Miguel Fleta, Enrico Caruso, Maria Barrientos, Hipólito Lázaro, Toti dal Monte, Tito Schipa, i de Conxita Supervia, que en va enregistrar La farigola i Voreta la mar (el madrigal Voreta la mar va gaudir de gran popularitat en la seva època, la partitura es va reimprimir una munió de vegades i diversos cantants la van enregistrar). Moltes de les seves cançons, a part de ser populars a Catalunya, van ser traduïdes a l'estranger, on va ser conegut i admirat. Tot aquest treball ajudarà a marcar la carrera d'aquest autor de la Renaixença catalana i més tard del Modernisme.

## Formació periodística
Borràs es va incorporar a la redacció d'El Correo Catalán a partir del 1888, quan encara estudiava a la Universitat, per portar la secció de crítica musical d'aquest diari. Al llarg de cinquanta-quatre anys hi va continuar col·laborant, tasca que va complementar amb col·laboracions a la barcelonina revista Actualidad, a la madrilenya Mundo Gráfico i al mataroní Diario de Mataró y la Comarca. En el camp de la literatura especialitzada, també va publicar a La Música Ilustrada Hispano Americana (1898-1902), Música (1915) i a la Revista Musical Hispano Americana. La seva extensa cultura (que arribava al coneixement del rus per entendre les òperes en aquesta llengua), que es plasmava en les seves crítiques, li va donar un prestigi ciutadà i li va permetre fer de jurat d'importants competicions, i de conèixer i tractar tota mena de personalitats del camp de la música.
D'entre les diverses col·laboracions amb les revistes filharmòniques de finals del segle xix, Borràs de Palau va mostrar una gran versatilitat, amb necrològiques, estudis biogràfics, informació bibliogràfica, anàlisis musicològics i tota mena de crítiques musicals (òpera, sarsuela, música simfònica i música de cambra). Es pot veure en elles la seva àmplia formació tècnica i humanista.

## Obres destacades

### Veu i piano
| Títol                                                           | Data de publicació | Comentaris |
| --------------------------------------------------------------- | ------------------ | --- |
| Aïmada                                                          | 1924               | per cant i piano |
| Àngel meu                                                       |                    | cançó de bressol amb lletra de Joaquim Rubió i Ors |
| Cançó de maig                                                   |                    | per a veu i piano, amb lletra d'Apel·les Mestres; (una de les cançons que van tenir més èxit, va ser cantada pel baríton Blanchart al Teatre del Liceu i acabarà formant part del repertori de l'Orfeó Català al fer diversos arranjaments per al cor).                                  |
| Cançó de bressol                                                | 1905               | cançó amb lletra d'Apel·les Mestres |
| Come il ventaglio: romanza                                      |                    | amb lletra d'Angelo Bignotti |
| Coplita de Navidad                                              |                    | per a veu i piano |
| Els cosinets                                                    |                    | cançó amb lletra de Jacint Verdaguer |
| Himne de la Escola Nocturna y Dominical del sagrat Cor de Jesús | 1903               | amb lletra de Francesc de Paula Girbau, per a cor i piano |
| ¡Ingrata!, serenata                                             |                    | per a veu i piano, amb lletra de Josep Maria Tous i Maroto |
| L'addio del soldato                                             |                    | per a baríton i piano |
| La barca                                                        |                    | cançó |
| La cirereta: rondalla popular                                   | 1907               | en dos quadres, amb lletra de Felip Santem |
| La farigola                                                     |                    | per a veu i piano |
| La papallona argentada                                          |                    | cançó per a veu i piano amb lletra de M. Emília Fornó |
| Les cireres                                                     |                    | per a cant i piano |
| Lo filador d'or                                                 |                    | per a veu i piano |
| Lo somni de sant Joan                                           |                    | cançó amb lletra de Jacint Verdaguer; per a veu i piano |
| Los cosinets                                                    |                    | per a veu i pano |
| No et coneixia                                                  |                    | cançó amb lletra de Maria Domènech de Cañellas; per a cant i piano |
| Maig, canzone di maggio                                         |                    | per a piano i veu |
| Pensament religiós: Tantum ergo                                 |                    | per a veu i harmònium o piano, amb lletra de Jacint Verdaguer |
| Santa Nit                                                       |                    | per a veu i piano, amb lletra d'Apel·les Mestres |
| Verdaguer                                                       |                    | per a piano i veu |
| Volades                                                         |                    | cançó amb lletra de Jacint Verdaguer |
| Voreta la mar                                                   | 1896               | cançó per a veu i piano, amb lletra de Josep Maria Rabassa i Dalmau; (estrenada en el Teatro de Novedades per Blanchart. És un madrigal que va arribar a ser molt famós, publicant-se fins a cinquanta edicions a la Unión Musical Española i sent interpretada a un teatre a Shanghai.) |

### Piano
| Títol                           | Data de publicació | Comentaris                             |
| ------------------------------- | ------------------ | -------------------------------------- |
| Anaridas: capricho              |                    | per a piano, dedicada a Josep Rodoreda |
| Añoranzas                       |                    | per a piano                            |
| El rapsoda, alegoría para piano |                    | per a piano                            |
| Pas a quatre                    |                    | pas-doble per a piano                  |
| Pensament de tardor             |                    | per a piano                            |
| Ricordo                         |                    | per a piano                            |
| Romàntica                       |                    | per a piano                            |

### Música religiosa
| Títol        | Data de publicació | Comentaris |
| ------------ | ------------------ | --- |
| 2 Ave Maria  |                    | per a soprano o tenor, i per a òrgan, piano o harmònium; (un va ser interpretat per la soprano Livia Berlendi). |
| 2 Misses     |                    | |
| Credo        | 1899               | per a dos cors i orgue                                                                                          |
| Credo        | 1904               | a quatre veus mixtes i orquestra, en honor de les santes Juliana i Semproniana                                  |
| O Salutaris  | 1888               | per a veu i harmònium; (es va interpretar en les capelles musicals de Barcelona).                               |
| Oratori      |                    | |
| Pater Noster | 1893               | per a baríton i harmònium                                                                                       |
| Salve Regina |                    | per a cor; (cantada per l'Escolania de La Merced i arreglada per l'autor per a tres veus i quartet de corda).   |

### Altres
| Títol                                     | Data de publicació | Comentaris                                                                                           |
| ----------------------------------------- | ------------------ | --- |
| El baile                                  |                    | text de Carlos Ossorio i Gallardo, música de Frederic Alfonso, Vicent Costa i J.Borràs               |
| Benedictus                                |                    | que s'interpretava a la catedral de Barcelona per Corpus                                             |
| Camí de març                              |                    | cançó                                                                                                |
| Clizia                                    |                    | òpera amb lletra de Ducati i Tormei; (alguns dels seus fragments es van interpretar per a concerts). |
| Danza húngara                             |                    | per a banda; (interpretada per la Banda Municipal de Barcelona).                                     |
| Fent nonetes                              |                    | cançó                                                                                                |
| Joguina                                   |                    | per a violí i piano                                                                                  |
| Impromptu                                 |                    | per a violoncel                                                                                      |
| Minuet                                    | 1906               | |
| Rapsòdia bohèmia                          | 1929               | per a banda                                                                                          |
| El rapsoda, alegoría                      |                    | per a banda; (interpretada per la Banda Municipal de Barcelona).                                     |
| La resurrección de Lázaro, visión musical |                    | amb lletra de Josep Carner                                                                           |

### Sardanes[8]
| Títol               | Data de publicació | Comentaris                                                                    |
| ------------------- | ------------------ | ----------------------------------------------------------------------------- |
| La farigola         |                    | per a quatre, sis veus o cor, amb lletra de Jacint Verdaguer                  |
| La sardana          | 1904               | per a cor a quatre veus, amb lletra de Joan Maragall, dedicada a Lluís Millet |
| Lo filador d'or     |                    | per a cor a cinc veus soles, amb lletra de Jacint Verdaguer                   |
| ¡Visca la gavineta! | 1909               | poesia de Thos i Codina; a sis veus.                                          |

### Sarsueles
En la seva producció sarsuelística, Borràs de Palau no va abusar de la tendència en l'ús del folklore que va dominar a Catalunya durant els primers anys del segle xx. Va escollir temes que pertanyien als costums catalans, però sense entrar massa en un costumisme exagerat. Va intentar trobar un model estètic diferent al del género chico, tot i que formalment les seves obres encara seguien els convencionalismes de les sarsueles en un acte. Es creu que potser no va ser la seva obra més afortunada.
| Títol                   | Data de publicació | Comentaris |
| ----------------------- | ------------------ | --- |
| El cuento de la lechera |                    | zarzuela en un acto; lletra d'Artur Carreras; (estrenada sense èxit i se'n va publicar un número en versió per a piano per Rafael Guardia).                                                                                        |
| La presó de Xauxa       |                    | cançó amb lletra d'Apel·les Mestres; (estrenada al Teatre Principal i a la Sala Mercè de Barcelona. En ella hi havia una marxa de la qual, Enric Morera més tard va generar la instrumentació per poder tocar-se per a orquestra). |
| No diguis blat          |                    | cançó amb lletra d'Eduard Aulés; (estrenada al Teatre Principal i a la Sala Mercè de Barcelona). |

## Enregistraments sonors
- Borràs de Palau, Joan. La farigola (MP3).  Extret del Fons de cilindres sonors de la Biblioteca de Catalunya. De mossèn Jacinto Verdaguer i el maestro Borrás de Palau por Perelló de Segurola, [1898-1918].

- Borràs de Palau, Joan. Voreta la mar (MP3).  Extret del Fons de cilindres sonors de la Biblioteca de Catalunya. Cantat per la distingida senyoreta Amparo Viñas, [1898-1918].

## Fons personal
Fons conservat pel mateix Joan Borràs de Palau i que amb la seva mort va passar a ser custodiat per la seva família. A l'octubre de 2006, la seva documentació personal ingressà a la Biblioteca de Catalunya com a donació de la neboda del compositor, la Sra. Francesca Buxó. El fons inclou documentació generada i rebuda per Joan Borràs de Palau; documentació familiar, patrimonial, professional i records personals. També en forma part la producció del mateix autor com les seves col·laboracions periodístiques amb la revista Actualidad, Art i cultura, Arte y Letras, El Correo Catalán, Frégoli, Ilustración Musical Hispano-Americana, La Música Ilustrada Hispano-Americana i Revista Popular. Conformen també el fons, escrits diversos, textos i homenatges sobre Joan Borràs de Palau, autògrafs d'amics i coneguts, retalls de premsa, programes de mà i obra d'altres autors. També aplega material gràfic amb dibuixos i caricatures originals, fotografies i reproduccions fotogràfiques. No faltaran publicacions de temàtica musical, tampoc fullets, ni publicacions periòdiques amb articles sobre Joan Borràs com en el cas del Diario de Mataró y su Comarca o Mundo Gráfico, entre altres. Finalment, conformen el fons també diverses correspondències rebudes per Joan Borràs de Palau, tant de familiars com de l'àmbit periodístic. A més de correspondència rebuda pels familiars i d'altres. En la seva suma, el fons mostra les inquietuds i part del treball de Joan Borràs de Palau.
| Títol | Data de publicació | Comentaris |
| --- | ------------------ | --- |
| Diario de Mataró y su comarca. Núm. 6797, any XXIV, 29 de juliol de 1918 | 1918               | Inclou l'article D. Juan Borrás de Palau. Notas biográficas, amb motiu del nomenament de Joan Borràs de Palau com a fill adoptiu de Mataró faran aquest article. A partir de diverses obres i actes es tractarà la seva carrera musical, entre les que es farà esment de la seva participació en l'homenatge que es va fer a Roma del cèlebre compositor Giacomo Puccini a Itàlia, on va recitar un discurs en el banquet d'honor del qual en va rebre elogis tant del propi Puccini com de Mascagni, entre d'altres. |
| Libro de Oro. Barcelona: Sociedad General de Artes Gráficas, Amb tampó de tinta de Guillermo Puig (Barcelona). Inclou una carta de Joan Borràs de Palau, Barcelona, 19 de maig de 1904 | Sense data         | Aquest llibre conté la reproducció i transcripció d'una carta de Joan Borràs de Palau en el 1904, dirigida al director de la Compañia francesa creadora del gramòfon (Gramophone). El llibre també comprèn cartes amb les opinions d'altres compositors, músics, cantants, i fins i tot del rei Alfons XIII, o el cardenal Merry del Val van opinar sobre aquest sistema que va portar el canvi de la gravació sobre cilindre a fer-ho en un disc pla. En la carta de Joan Borràs de Palau es mostra el seu meravellament per aquest nou sistema de gravació i reproducció. Felip Pedrell, Joaquim Malats, Enric Granados i Antoni Nicolau també van aportar les seves opinions, com la d'aquest últim del 21 de juliol de 1904 que esmentava "...No dudo que prestará grandes servicios al arte pues resulta un auxiliar mucho más completo que el metrónomo para la interpretación de las obras musicales". |